# 普雷奇
普雷奇（義大利語：Preci），是意大利佩鲁贾省的一个市镇。总面积82.1平方公里，人口786人，人口密度9.6人/平方公里（2009年）。ISTAT代码为054043。